# Mia Wicthoff
Amanda Wicthoff Neves, mais conhecida como Mia Wicthoff  (Curitiba, 21 de agosto de 1990) é uma cantora brasileira e foi vocalista da banda CW7. No ano de 2012 foi jurada do quadro Jovens Talentos Kids do Programa Raul Gil. Em 2013 venceu o prêmio internacional Nickelodeon Kids' Choice Awards na categoria Voz Favorita do Brasil concorrendo com Di Ferrero (NX Zero), Manu Gavassi e Pe Lanza (Restart).
Amanda, natural de Curitiba, mudou-se junto com os primos, que também são integrantes da banda, para São Paulo onde os quatro dividiam um apartamento.

## Carreira solo
O EP Surreal foi lançado no dia 8 de abril de 2016 no Spotify e conta com 4 faixas inéditas. Sendo "Paixonite Súbita" um single. Um ano depois, retornou ao Programa Raul Gil, no Quadro Quem Sabe Canta, formando a bancada de jurados.
Em Maio de 2024 Mia lança o primeiro hit chamado “SIMPLIFICA” do seu primeiro álbum solo, sob direção artística de Marcos Maynard o álbum está previsto para ser lançado em 2025 e contará com 9 músicas inéditas e um relançamento.  

## Discografia
Músicas
- 2016 - Surreal
- 2016 - Paixonite Súbita
- 2017 - Quinto Andar
- 2020 - Fake Smile, Fake News
- 2020 - Gosto um Tanto de Você
- 2020 - Minha Falta
- 2020 - Será Você (Remix)
- 2021 - Vai Lembrar de Mim
- 2024 - SIMPLIFICA
- 2024 - Simplifica (Marag Remix)
- 2024 - Esquema
- 2024 - Madrugada
- 2025 - Solitude

Álbuns de estúdio carreira solo
- 2016: Surreal - EP

Álbuns de estúdio com CW7
- 2008: Nada Mais Importa Agora
- 2010: O que Eu Quero pra Mim
- 2011: CW7

## Prêmios e indicações
| Ano  | Prêmio                          | Categoria              | Trabalho indicado  | Resultado | Ref         |
| ---- | ------------------------------- | ---------------------- | ------------------ | --------- | ----------- |
| 2010 | VMB                             | Hit do Ano             | Me acorde pra vida | Venceu    |             |
| 2013 | Nickelodeon Kids' Choice Awards | Voz Favorita do Brasil | —                  | Venceu    | [ 3 ] [ 4 ] |
| 2017 | Prêmio Jovem Brasileiro         | Música do Ano          | Surreal            | Indicado  |             |